# Yared Nuguse
 Yared Nuguse (né le 1er juin 1999 à Louisville dans le Kentucky) est un athlète américain spécialiste des courses de demi-fond.

## Biographie
Troisième des sélections olympiques américaines 2020 dans l'épreuve du 1 500 mètres, il ne prend pas le départ des séries du 1 500 m lors des Jeux olympiques de Tokyo.
Il s'illustre en début de saison 2023 en établissant plusieurs records d'Amérique du Nord, d'Amérique centrale et des Caraïbes : le 27 janvier 2023 à Boston sur 3 000 m en 7 min 28 s 24, et le 11 février 2023 aux Millrose Games de New York sur 1 500 m et sur Mile en respectivement 3 min 33 s 22 et 3 min 47 s 38. Sur le Mile, il devient le deuxième meilleur performeur en salle de l'histoire, derrière l'Éthiopien Yomif Kejelcha.
En plein air, il remporte les championnats des Etats-Unis sur 1 500 m puis se classe 5e en finale des championnats du monde de Budapest. En fin de saison, il court le mile en 3 min 43 s 97 à l'occasion du meeting Prefontaine, ce qui représente un nouveau record continental.

## Palmarès
| Date | Compétition                    | Lieu             | Résultat | Épreuve | Temps         |
| ---- | ------------------------------ | ---------------- | -------- | ------- | ------------- |
| 2023 | Championnats du monde          | Budapest         | 5e       | 1 500 m | 3 min 30 s 25 |
| 2023 | Ligue de diamant               | Ligue de diamant | 2e       | 1 500 m | 3 min 43 s 97 |
| 2024 | Championnats du monde en salle | Glasgow          | 2e       | 3 000 m | 7 min 43 s 59 |
| 2024 | Jeux olympiques                | Paris            | 3e       | 1 500 m | 3 min 27 s 80 |

### National
- Championnats des États-Unis d'athlétisme :
  - Plein air : vainqueur du 1 500 m en 2023

## Records
| Épreuve      | Temps              | Lieu         | Date              |              |
| En plein air | En plein air       | En plein air | En plein air      | En plein air |
| ------------ | ------------------ | ------------ | ----------------- | ------------ |
| 1 500 m      | 3 min 27 s 80      | Paris        | 6 août 2024       |              |
| Mile         | 3 min 43 s 97 (AR) | Eugene       | 16 septembre 2023 |              |
| 5 000 m      | 13 min 40 s 62     | Raleigh      | 25 mars 2021      |              |
| En salle     |                    |              |                   |              |
| 1 500 m      | 3 min 33 s 22 (AR) | New York     | 11 février 2023   |              |
| Mile         | 3 min 46 s 63 (AR) | New York     | 8 février 2025    |              |
| 3 000 m      | 7 min 28 s 23 (AR) | Boston       | 27 janvier 2023   |              |